# アルテンベルク歌曲集
ペーター・アルテンベルクの絵はがきのテキストによる5つの管弦楽付き歌曲集 (ドイツ語: Fünf Orchesterlieder, nach Ansichtkarten-Texten von Peter Altenberg、英語: Five Orchestral Songs op.4 to picture-postcard texts by Peter Altenberg）作品4は、オーストリアの作曲家アルバン・ベルクが作曲した、5曲からなるメゾ・ソプラノと管弦楽のための歌曲集である。ベルクと親交のあった詩人ペーター・アルテンベルクが趣味で集めていた絵はがきに書き込んだ短い詩をテキストとしており、『アルテンベルク歌曲集』という名前で知られている。 ベルクが作曲した初のオーケストラ作品でもある。

## 初演

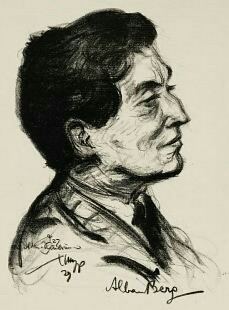
エイミール・シュトゥンプによるベルクのスケッチ(1927)

作品は1912年8月に完成し、第2曲と第4曲の部分初演が1913年3月31日にウィーンのムジークフェラインにおいて、ベルクの師であったアルノルト・シェーンベルクの指揮によって行われたが、警官が手に負えないほどの興奮と混乱が巻き起こり裁判が必要になるほどであった（"Skandalkonzert"）。なお、同年に行われたストラヴィンスキーのバレエ『春の祭典』の初演も混乱に見舞われているが、『アルテンベルク歌曲集』の部分初演はそれよりも2か月早く行われている。
最終的にこの作品が全曲初演されたのはそれから約40年後のことで、1952年にヤッシャ・ホーレンシュタインの指揮によりローマとパリで行われた。

## 構成
5曲から構成され全体の演奏時間は10分程度。(  ) 内はドイツ語での原題である。無調様式で書かれ、十二音技法は使われていないが、第5曲のパッサカリアの主題は12の半音をすべて含んでいる。
1. 心よ、おまえは吹雪のあとではさらに美しく (Seele, wie bist du schöner)
2. きみは夕立のあとの森を見たか? (Sahst du nach dem Gewitterregen den Wald?)
3. きみは宇宙の果てを瞑想し (Über die Grenzen des Alls)
4. わたしの心に訪ねるものはなく (Nichts ist gekommen)
5. ここには安らぎがある (Hier ist Friede)

## 編成
作品は中音域の声（メゾソプラノ）と大規模なオーケストラのために書かれている。ベルクは1917年に、第5曲のみをアルマ・マーラーとその娘マノンへのプレゼントとして独唱を含まないピアノ、ハルモニウム、ヴァイオリン、チェロの編成に編曲している。
- 独唱
メゾソプラノ
- 木管楽器
フルート2、ピッコロ1、オーボエ3（第3オーボエはコーラングレ持ち替え）、クラリネット3（第3クラリネットは小クラリネット持ち替え）、バスクラリネット1、ファゴット2、コントラファゴット1
- 金管楽器
ホルン4、トランペット3、トロンボーン4、チューバ1
- 打楽器
ティンパニ、シンバル、バスドラム、スネアドラム、タムタム、トライアングル
- 鍵盤楽器
チェレスタ、ピアノ、ハーモニウム、グロッケンシュピール、シロフォン
- 弦楽器
第1ヴァイオリン、第2ヴァイオリン、ヴィオラ、チェロ、コントラバス、ハープ